# Beatrice Bonnesen
Beatrice Bonnesen, född 21 oktober 1906 i Köpenhamn, död 19 januari 1979 i Köpenhamn, var en dansk skådespelare. Hon var gift med kapellmästaren Gerhard Rafn 1929-1935 och skådespelaren John Price 1941-1947. 

## Filmografi i urval
- 1932 – 13 År
- 1938 – Balletten danser
- 1941 – En förbrytare
- 1941 – Tag det som en mand
- 1942 – Ballade i Nyhavn
- 1942 – Baby på eventyr
- 1945 – Fyra fula fiskar
- 1947 – Familien Swedenhielm
- 1947 – Hatten er sat
- 1949 – Det hændte i København
- 1953 – Kärlekskarusell
- 1958 – Mor skal giftes